# Mécleuves
Mécleuves é uma comuna francesa na região administrativa de Grande Leste, no departamento de Mosela. Estende-se por uma área de 12,88 km². Em 2010 a comuna tinha 1 172 habitantes (densidade: 91 hab./km²).